# Sándor Svéd
Pour les articles homonymes, voir Svéd.
Sándor Svéd, né le 28 mai 1906 à Budapest et mort le 9 juin 1979 dans la même ville, est un baryton hongrois.

## Biographie
Sándor Svéd naît le 28 mai 1906 à Budapest.
Il étudie le violon à Budapest et le chant à Milan avec Sammarco et Stracciari, dont l'exemple a sans aucun doute contribué à former sa voix forte et son style puissant. Il fait ses débuts à Budapest en 1928 dans le rôle de Luna.
Sándor Svéd meurt le 9 juin 1979 dans sa ville natale.